# 莫洛凱島
莫洛凱島（英語：Molokai）是美國夏威夷州管轄的一個火山島。島上最高峰是海拔1512米的卡马科山。莫洛凱島是夏威夷群島中面積第五大的島嶼，俗称「友善之岛」。面積670平方公里。島上人口約7000。與毛伊島、瓦胡島、拉奈島相鄰。
在夏威夷王国建立前，莫洛凯岛由莫洛凯阿利伊努伊统治。
岛上的奧洛烏佩納瀑布落差高达900公尺，是美國最高、世界第四高的瀑布。

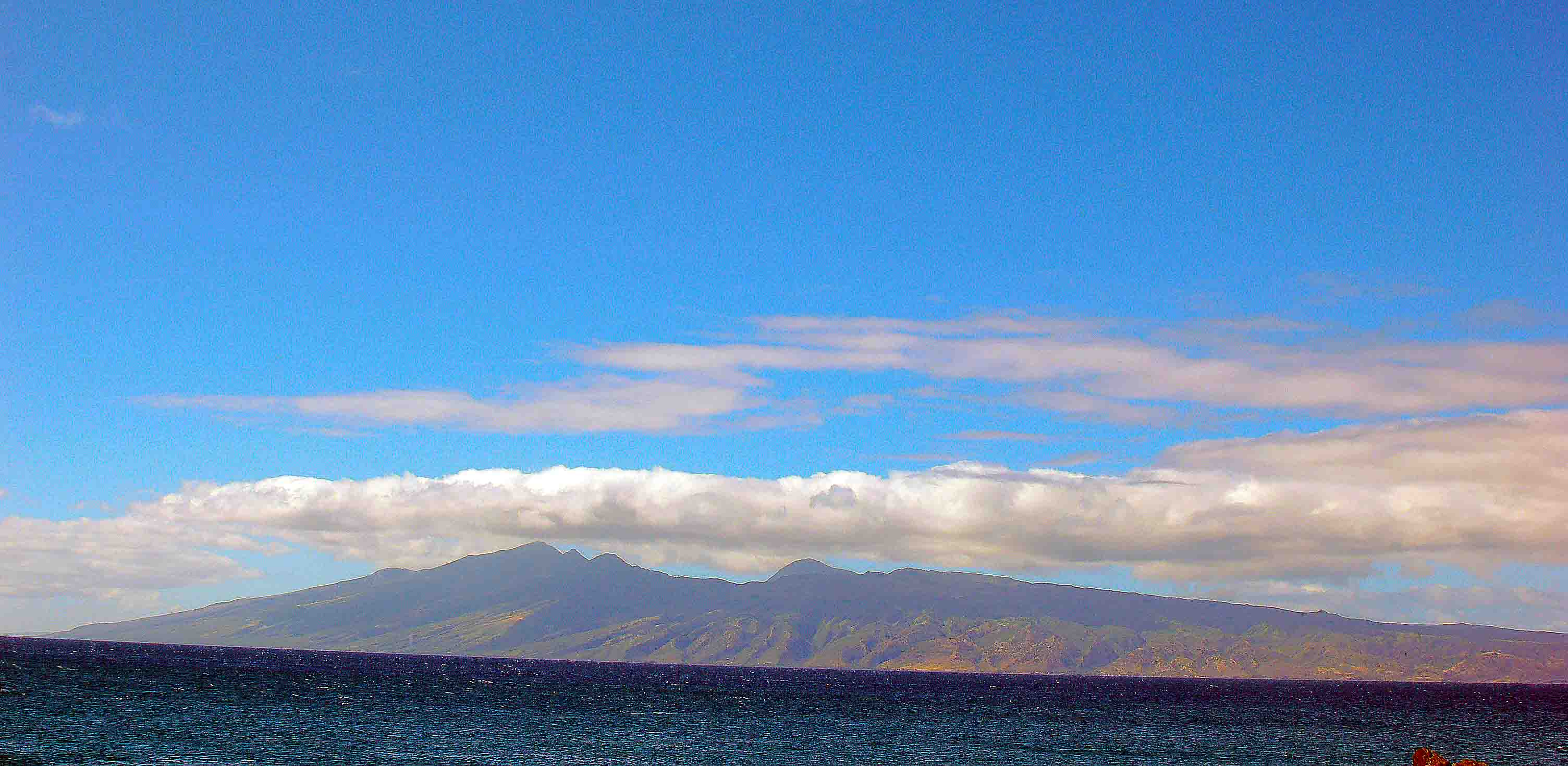
莫洛凯岛

莫洛凯岛的夏威夷原住民占比仅次于尼豪島。

## 外部連結
- 维基导游上有關Molokai的旅行指南
- Official Molokai Visitors Association website （页面存档备份，存于）
- The Molokai Dispatch （页面存档备份，存于）, weekly print community newspaper